# Kirche Ober-Wegfurth

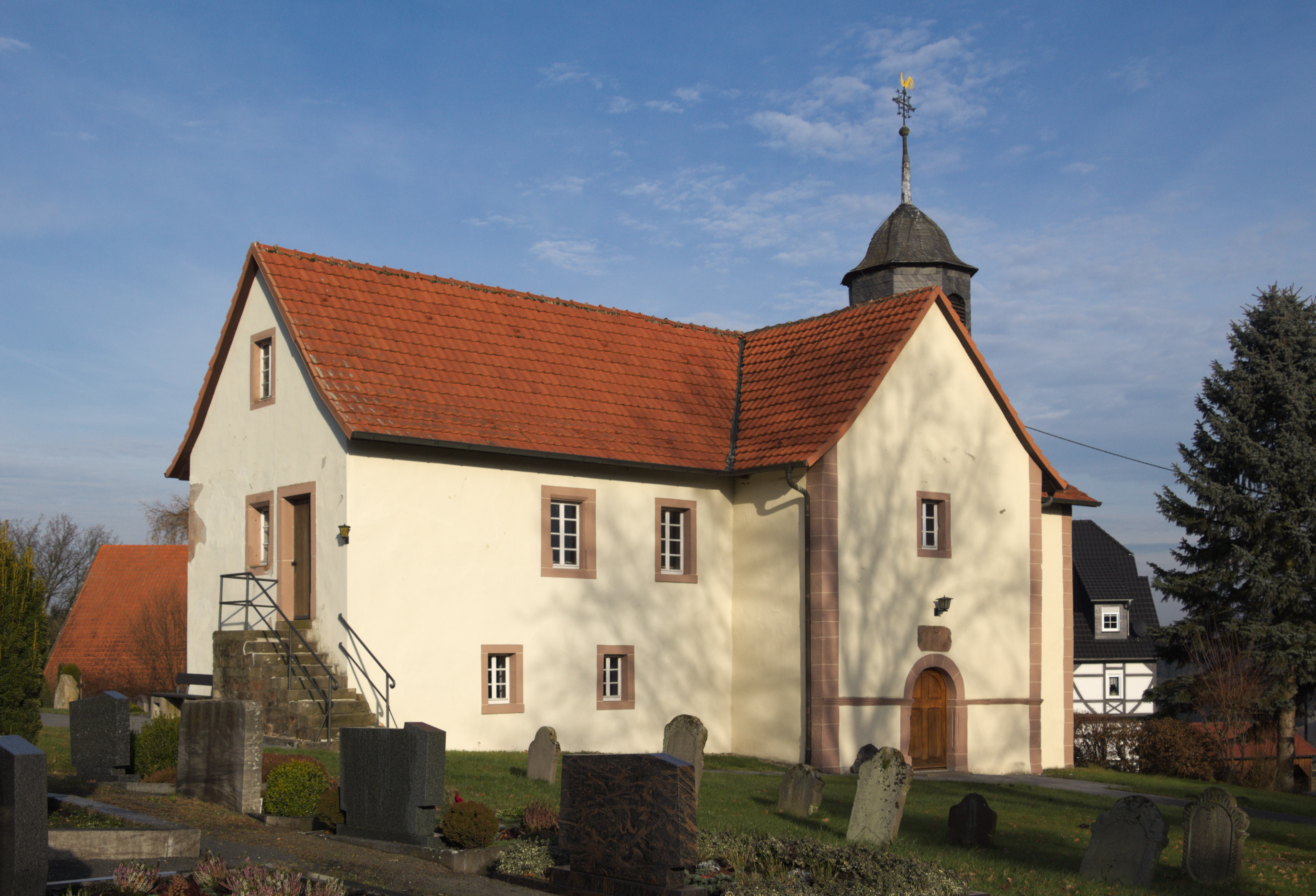
Kirche Ober-Wegfurth

Die evangelisch-lutherische denkmalgeschützte Kirche Ober-Wegfurth steht auf einer Bergnase hoch über dem Tal der Fulda in Ober-Wegfurth, einem Ortsteil von Schlitz im Vogelsbergkreis von Mittelhessen. Die Kirchengemeinde gehört zum Dekanat Vogelsberg der Propstei Oberhessen in der Evangelischen Kirche in Hessen und Nassau.

## Beschreibung
Die ehemalige Wehrkirche hat einen kreuzförmigen Grundriss. Der mit einem Tonnengewölbe überspannte Chor und das Querschiff sind im Kern romanisch. Aus dem Dach des Chors erhebt sich ein Dachreiter, der eine schiefergedeckte Haube trägt. 
Die erste Orgel eines unbekannten Orgelbauers wurde etwa 1769 oder kurz danach gebaut. Sie wurde 1827 von Johann Adam Oestreich repariert. 1964 wurde sie dann von der Orgelwerkstatt Hofmann umgebaut. 2012 wurde sie schließlich von der Förster & Nicolaus Orgelbau restauriert.